# Hottentotta jayakari
Espèce
Synonymes
- Buthus jayakari Pocock, 1895

Hottentotta jayakari est une espèce de scorpions de la famille des Buthidae.

## Distribution
Cette espèce se rencontre en Oman, aux Émirats arabes unis, en Arabie saoudite et au Yémen,.
Sa présence en Iran est incertaine.

## Description

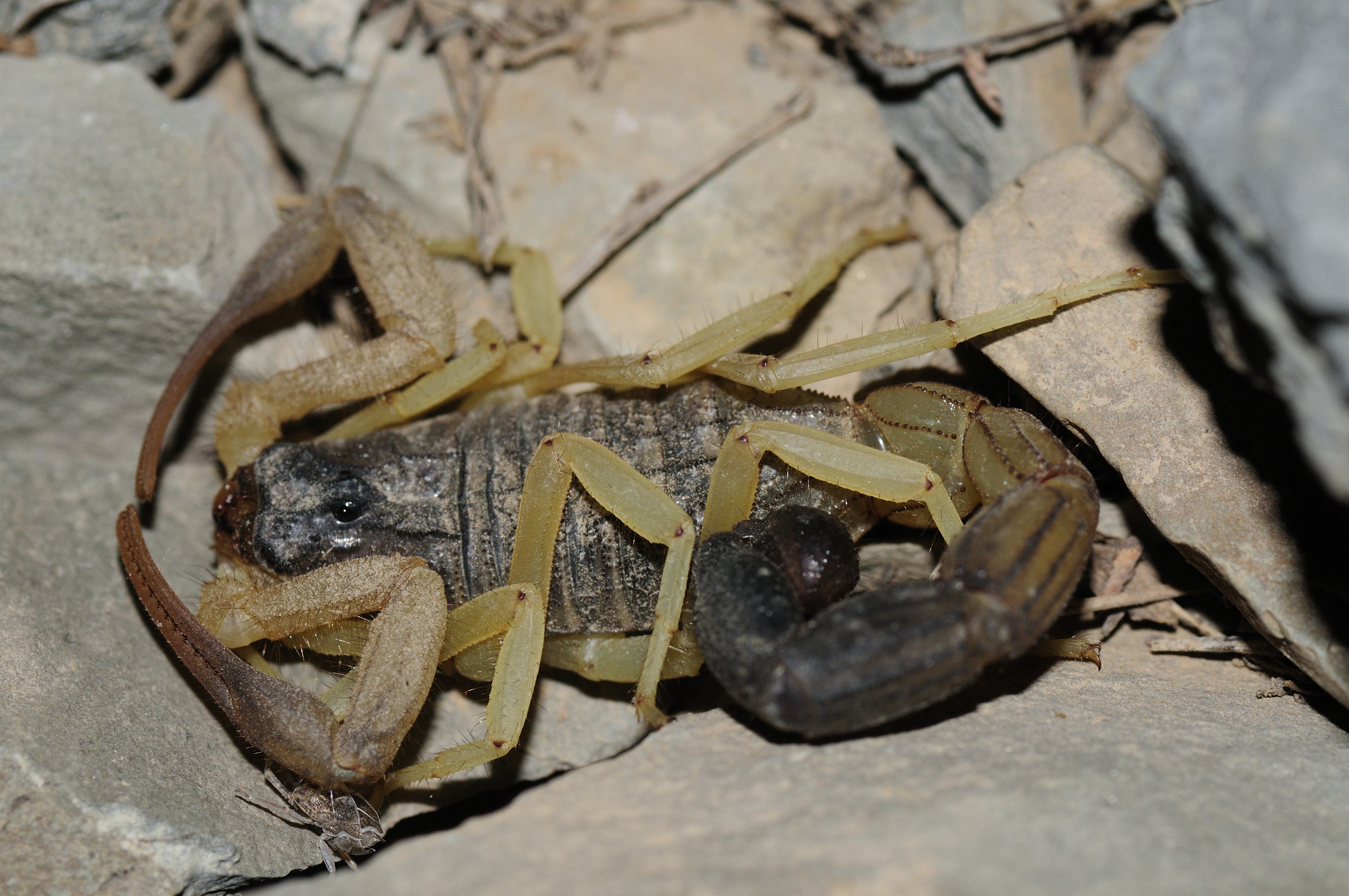
Hottentotta jayakari dans les monts Hajar en Oman

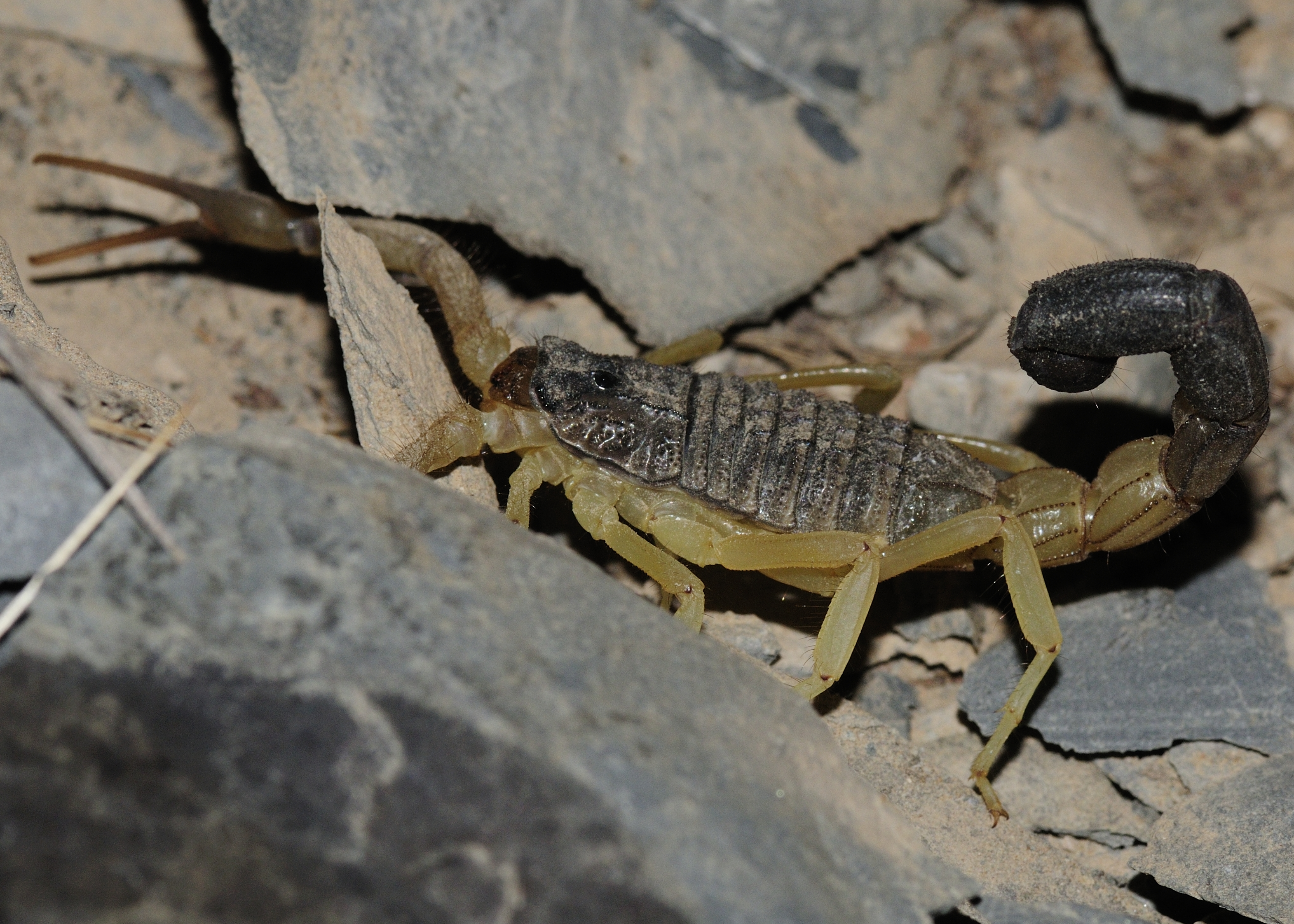
Hottentotta jayakari dans les monts Hajar en Oman

La femelle holotype mesure 90 mm.
Hottentotta jayakari mesure de 65 à 90 mm.

## Systématique et taxinomie
Cette espèce a été décrite sous le protonyme Buthus jayakari par Pocock en 1895. Elle est placée dans le genre Buthotus par Vachon en 1949 puis dans le genre Hottentotta par Francke en 1985.
La sous-espèce Hottentotta jayakari salei a été élevée au rang d'espèce par Kovařík en 2007.

## Étymologie
Cette espèce est nommée en l'honneur d'Atmaram Sadashiv Jayakar.

## Publication originale
- Pocock, 1895 : « On the Arachnida and Myriapoda obtained by Dr. Anderson's collector during Mr. T. Bent's expedition to the Hadramaut, South Arabia; with a supplement upon the scorpions obtained by Dr. Anderson in Egypt and the Eastern Soudan. » Journal of the Linnean Society, vol. 25, p. 292–316 (texte intégral).